# Antepipona cribrata
Antepipona cribrata är en stekelart som först beskrevs av Moravitz 1885.  Antepipona cribrata ingår i släktet Antepipona och familjen Eumenidae. Inga underarter finns listade i Catalogue of Life.